# Sauria akkolia
Sauria akkolia är en strävbladig växtart som beskrevs av M.S. Bajtenov. Sauria akkolia ingår i släktet Sauria och familjen strävbladiga växter. Inga underarter finns listade i Catalogue of Life.